# Gyüre, Szabolcs-Szatmár-Bereg
Gyüre  este un sat în districtul Vásárosnamény, județul Szabolcs-Szatmár-Bereg, Ungaria, având o populație de 1.258 de locuitori (2011). 

## Demografie
Componența etnică a satului Gyüre
     Maghiari (81,41%)
     Romi (18,59%)
Componența confesională a satului Gyüre
     Reformați (62,88%)
     Greco-catolici (9,86%)
     Romano-catolici (7%)
     Fără religie (5,01%)
     Necunoscută (15,26%)
     Alte religii (5,56%)
Conform recensământului din 2011, satul Gyüre avea 1.258 de locuitori. Din punct de vedere etnic, majoritatea locuitorilor (81,41%) erau maghiari, cu o minoritate de romi (18,59%).  Din punct de vedere confesional, majoritatea locuitorilor (62,88%) erau reformați, existând și minorități de greco-catolici (9,86%), romano-catolici (7,0%) și persoane fără religie (5,01%). Pentru 15,26% din locuitori nu este cunoscută apartenența confesională.